# Bavayia occidentalis
Bavayia occidentalis — вид геконоподібних ящірок родини диплодактилідів (Diplodactylidae). Ендемік Нової Каледонії. Описаний у 2022 році.

## Поширення і екологія
Bavayia occidentalis відомі за кількома зразками, зібраними на заході центральної частини острова Нова Каледонія, зокрема в лісі Некоро і в печерах Піндай. Вони живуть в склерофітних лісах і в залишках тропічних лісів поблизу карстових печер.